# Powiat Sömmerda
Powiat Sömmerda (niem. Landkreis Sömmerda) – powiat w niemieckim kraju związkowym Turyngia. Siedzibą powiatu jest Sömmerda.

## Podział administracyjny
W skład powiatu Sömmerda wchodzi:
- pięć miast (Stadt)
- dwie gminy (Landgemeinde)
- dwie gminy (Gemeinde)
- pięć wspólnot administracyjnych (Verwaltungsgemeinschaft)

Miasta:
| Lp. | Nazwa miasta | Ludność (31 grudnia 2018) | Powierzchnia km² |
| --- | ------------ | ------------------------- | ---------------- |
| 1   | Gebesee      | 2.141                     | 24,04            |
| 2   | Kölleda      | 6.391                     | 89,52            |
| 3   | Rastenberg   | 2.486                     | 35,42            |
| 4   | Sömmerda     | 19.034                    | 87,56            |
| 5   | Weißensee    | 3.719                     | 46,71            |

Gminy (Landgemeinde):
| Lp. | Nazwa gminy | Ludność (31 grudnia 2018) | Powierzchnia km² |
| --- | ----------- | ------------------------- | ---------------- |
| 1   | Buttstädt   | 6.734                     | 104,80           |
| 2   | Kindelbrück | 4.097                     | 64,62            |

Gminy (Gemeinde):
| Lp. | Nazwa gminy | Ludność (31 grudnia 2018) | Powierzchnia km² |
| --- | ----------- | ------------------------- | ---------------- |
| 1   | Elxleben    | 2.243                     | 12,13            |
| 2   | Witterda    | 1.090                     | 12,47            |

Wspólnoty administracyjne:
| Lp. | Nazwa wspólnoty administracyjnej | Ludność (31 grudnia 2018) | Powierzchnia km² | Liczba gmin |
| --- | -------------------------------- | ------------------------- | ---------------- | ----------- |
| 1   | Gera-Aue                         | 5.071                     | 54,15            | 4           |
| 2   | Gramme-Vippach                   | 9.204                     | 131,34           | 12          |
| 3   | Kindelbrück                      | 5.301                     | 88,95            | 4           |
| 4   | Kölleda                          | 4.015                     | 74,35            | 4           |
| 5   | Straußfurt                       | 6.955                     | 95,40            | 7           |

## Zmiany administracyjne
- 31 grudnia 2012
  - przyłączenie gminy Großmonra do miasta Kölleda
- 6 lipca 2018
  - przyłączenie Schillingstedt do Sömmerda
- 1 stycznia 2019
  - rozwiązanie wspólnoty administracyjnej Buttstädt
- 31 grudnia 2019
  - przyłączenie gminy Henschleben do gminy Straußfurt
  - połączenie wspólnoty administracyjnej An der Marke ze wspólnotą administracyjną Gramme-Aue we wspólnotę administracyjną Gramme-Vippach
- 1 stycznia 2023
  - przyłączenie gminy Riethgen do gminy Kindelbrück